# 1976年インスブルックオリンピック
1976年インスブルックオリンピック（1976ねんインスブルックオリンピック）は、1976年2月4日から2月15日まで、オーストリアのインスブルックで行われた冬季オリンピックである。インスブルック1976（Innsbruck 1976）と呼称される。大会マスコットは雪だるまがモチーフのスノーマン。1974年第75回IOC総会で、オリンピック憲章からアマチュア条項を削除してからは初めての冬季オリンピックであった。

## 大会開催の経緯
当初、1976年冬季大会は1970年に開催された第69回IOC総会でデンバー（アメリカ合衆国）での開催が決定していたが、環境破壊等の問題で住民の反対運動のため、1972年11月7日に実施された住民投票で大会への予算拠出が否決され、同月15日正式に大会開催が返上された。返上を受け、IOCは当初ウィスラー（カナダ）に開催を提案するが、こちらも同年10月の選挙による政権交代の影響により拒否される。一方でアメリカからソルトレークシティが開催地に立候補するもこちらはデンバーの拒否を受けアメリカ国内での代替地開催に難色を示したIOC側が拒絶し、結局IOCの代替開催提案を1964年冬季大会開催地であるインスブルックが受諾、1973年2月5日に開催が決定したという経緯がある。そのため、前回の札幌大会の閉会式で行われた板垣武四・札幌市長からウィリアム・マクニコルデンバー市長への大会旗引き継ぎを、この回の開会式で板垣市長からアロイス・ラガーインスブルック市長へ改めて行った。大会のロゴは12年前の1964年大会とほぼ同じだが五輪マークが黒一色になっており、文字のフォントも変更されている。大会マスコットとして、「簡素な大会」を目標とすることを象徴した、チロリアンハットを被った雪だるま風のデザインの『シュネーマン』（Schneemann、ドイツ語で雪だるまの意味）が採用された。
| 都市                      | NOCコード      | 1回目 | 2回目 | 3回目 |
| ------------------------- | -------------- | ----- | ----- | ----- |
| デンバー                  | アメリカ合衆国 | 29    | 29    | 39    |
| シオン                    | スイス         | 18    | 31    | 30    |
| タンペレ                  | フィンランド   | 12    | 8     | -     |
| バンクーバー-ガリバルディ | カナダ         | 9     | -     | -     |

## 競技会場
- アクサマー・リツーム - アルペンスキー男子滑降を除く
- ベルクイーゼルシャンツェ - スキージャンプ（90m級）
- オリンピアワールド・インスブルック - ボブスレー、リュージュ、スピードスケート
- メッセハレ - アイスホッケー
- オリンピアハレ - フィギュアスケート、アイスホッケー
- パッチャーコーフェル - アルペンスキー (男子滑降)
- ゼーフェルト - バイアスロン、クロスカントリースキー、ノルディック複合、スキージャンプ（70m級）

## 実施競技
| - アイスホッケー - アルペンスキー - クロスカントリースキー - スキージャンプ - スピードスケート |  | - ノルディック複合 - バイアスロン - フィギュアスケート - ボブスレー - リュージュ |

## 各国の獲得メダル
| 順 | 国・地域               | 金 | 銀 | 銅 | 計 |
| -- | ---------------------- | -- | -- | -- | -- |
| 1  | ソビエト連邦           | 13 | 6  | 8  | 27 |
| 2  | 東ドイツ               | 7  | 5  | 7  | 19 |
| 3  | アメリカ合衆国         | 3  | 3  | 1  | 7  |
| 4  | ノルウェー             | 3  | 3  | 1  | 7  |
| 5  | 西ドイツ               | 2  | 5  | 3  | 10 |
| 6  | フィンランド           | 2  | 4  | 1  | 7  |
| 7  | オーストリア（開催国） | 2  | 2  | 2  | 6  |
| 8  | スイス                 | 1  | 3  | 1  | 5  |
| 9  | オランダ               | 1  | 2  | 3  | 6  |
| 10 | イタリア               | 1  | 2  | 1  | 4  |

## ハイライト
- 西ドイツのロジー・ミッターマイヤーは女子初のアルペン3冠が期待されたが、最後の大回転でカナダのキャシー・クライナーに敗れ銀メダルに終わり3冠達成はならなかった。
- 当オリンピックの日本選手団は札幌オリンピックの余韻を残し活躍が期待されたが、スピードスケート女子500mの長屋真紀子の7位が最高で一人も入賞者を出すことが出来なかった。